# Interphasma belocerca
Interphasma belocerca is een wandelende tak uit de familie Phasmatidae. De wetenschappelijke naam van deze soort is voor het eerst voorgesteld als Pachymorpha belocerca door S. C. Chen en Y. H. He in een publicatie uit 2008.
De soort komt voor in Zuid-China.